# Baixo Mondego
Baixo Mondego ist eine statistische Subregion Portugals. Sie ist Teil der Região Centro und des Distriktes Coimbra. Im Norden grenzen Baixo Vouga und Dão-Lafões, im Osten Pinhal Interior Norte, im Süden Pinhal Litoral und im Westen der Atlantik an die Region. Fläche: 2062 km². Bevölkerung (2001): 340 342. Die folgenden 8 Kreise gehören zu der Subregion:
- Cantanhede
- Coimbra
- Condeixa-a-Nova
- Figueira da Foz
- Mira
- Montemor-o-Velho
- Penacova
- Soure